# 国際オリムピック大会選手予選会
国際オリムピック大会選手予選会（こくさいオリムピックたいかいせんしゅよせんかい、旧字体表記：國際オリムピツク大會選手豫選會）は、1911年（明治44年）11月18日から11月19日にかけて東京府荏原郡羽田町の羽田運動場で開かれた、1912年ストックホルムオリンピックの日本代表選手を選抜するための予選会。創立したばかりの大日本体育協会が取り組んだ最初の事業であり、男子の陸上競技のみ13種目が開催された。この予選会の結果、短距離走の三島弥彦とマラソンの金栗四三が日本初のオリンピック選手に選抜された。

## 開催の経緯
1909年（明治42年）の春、ピエール・ド・クーベルタンは、駐日フランス大使のオーギュスト・ジェラールを介して日本にオリンピック参加を打診した。このときジェラールが選んだのが嘉納治五郎で、嘉納はオリンピック参加を快諾、日本初の国際オリンピック委員会（IOC）委員に就任した。嘉納は1911年（明治44年）春に東京帝国大学（東京帝大）書記官の中村恭平、早稲田大学（早大）教授の安部磯雄、東京高等師範学校（東京高師）の永井道明・可児徳を集め、オリンピックの受け皿となる新団体の結成を議論し、同年7月6日に大日本体育協会（体協）の結成を決議した。そして協会の事業第一弾として、翌年のストックホルムオリンピックに派遣する選手を決めるべく、予選会を開くことを決し、「国家の盛衰は国民精神の消長に因り……」で始まる趣意書、選手を募る「競技会応募の檄」、大会要綱を日本全国に配布した。競技会応募の檄では、この予選会を「我が国未曾有の一大運動会」と呼んでいる。一般市民が予選会の開催を知ったのは、10月中頃の新聞報道によるもので、実施種目は10月末に発表された。
開催する競技は、オリンピック競技に入っていて、なおかつ日本のスポーツ界の主流となりうるものとして検討したところ、陸上競技しかないという結論になり、陸上競技一本に絞られた。そもそも嘉納がオリンピック参加を受諾したのは、自身が日本国民全体に普及させたいと思っていた陸上競技と水泳がオリンピック競技に入っていたことも大きく影響している。大会の開催日程は1911年（明治44年）11月18日（土曜日）と11月19日（日曜日）とし、会場は羽田運動場と決まった。体協はこの予選会のために競技場を整備しようと考えたが、発足したばかりで資金も土地もなかったため、専務理事の大森兵蔵が京浜電気鉄道（京浜電鉄）と交渉して、毎年競技会を開くという約束で自転車競技場だった場所に新しい陸上競技場を建設してもらった。従来の日本の陸上競技大会は校庭で開催するのが普通であり、当時としては最高水準の競技場が完成した。
こうして日本初のオリンピック代表選考会の準備が整った。

## 大会規定

### 実施種目
実施種目（当時の呼称は「運動の種類」）は、ストックホルムオリンピックでの実施種目のうち、以下の13種目が選ばれた。
トラック競技
- 100m
- 200m
- 400m
- 800m
- 1500m
- 5000m

ロード競技
- 10000m
- マラソン（25マイル）

フィールド競技
- 立幅跳
- 立高跳
- 走幅跳
- 走高跳
- 棒高跳

この中で、最大の呼び物は25マイル（=約40.23km）のマラソンであり、日本初の大競走であった。ただし、最初からマラソンで日本初の代表選手を送り込もうとしていたわけではなく、世界に打って出るような選手があれば他の種目から派遣するつもりでいた。

### 出場資格
出場資格は以下の条件を満たし、所属する学校長、在郷軍人会長、市町村長の推薦状を持つ者と定められた。マラソンに出場を希望する者は、医師の健康保証書の提出が求められた。
1. 16歳以上[1][5][6][7]
2. 品行方正の学生で紳士たるもの[5][1][6][7]
3. 中学校または同等の諸学校の生徒、卒業生および在籍経験者[6][5][7][15]
4. 中学校以上の諸学校の生徒、卒業生および在籍経験者[5][7][8]
5. 在郷軍人会員[5][6][7][8]
6. 地方青年団員、その他市町村長の推薦がある者[5][6][7]

この出場資格には、できる限り広く出場のチャンスを与えることで、日本全国に体育思想の普及を図り、国民的な運動にしたいという嘉納治五郎の思いを反映したものであり、かつアマチュアリズムを貫いたものである。さらに、大会当日に出場できない者は11月30日までに自己記録を書いて大日本体育協会に申し出れば、12月25日以降に特別な予選会を開くという規定を設けていた。この規定は、将来的な競技発展に寄与しうる若者の数を知りたいという体協の意図があったのだろうと佐山和夫は推測している。
なお、参加標準記録や大会参加費の徴収はなく、予選会参加のための旅費・滞在費は自己負担とされた。

### 賞品
賞金の授与はなかったが、各種目の優勝者に金牌、2位に七宝入りの銀牌、3位に七宝のない銀牌、決勝進出者全員に銅牌を贈ることになっていた。さらにマラソンの勝者には100円相当のシルバーカップ、5000mの勝者と全種目を通した最優秀選手に40円相当のシルバーカップを授与する規定であった。マラソンのシルバーカップは東京日日新聞社が、最優秀選手のシルバーカップは大阪毎日新聞社が寄贈したものである。

## 予選会当日
大日本体育協会の嘉納治五郎会長が審判長を務め、永井道明・大森兵蔵・安部磯雄が幹事に就任した。以下、各校が役員を選出して総勢数十名の審判員となった。この審判員は、スポーツクラブ「天狗倶楽部」の多くのメンバーが引き受けた。スターターは今村次吉と森久保善太郎が務めた。嘉納治五郎は当日、病をおして来場し、審判長を務め上げた。
出場選手は91人で、日本のスポーツ史上初めての国際的な気分を持った大会ということで、日本中から集まった若者らは熱戦を繰り広げた。その内訳は以下の通り。
学生および卒業生
- 東京帝大 16人
- 青山師範 11人
- 日本体育会 9人
- 早大 8人
- 明治大学 4人
- 東洋協会 3人
- 東京高師 3人
- 盛岡高等農林 2人
- 慶応 2人
- 一高 2人
- 御影師範 2人
- 姫路中学 2人
- 北海道師範 1人
- 小樽水産 1人
- 岩手工業 1人
- 青山学院 1人
- 早稲田実業 1人
- 愛知一中 1人
- 姫路師範 1人

その他
- 東京府 5人
- 神奈川県 3人
- 群馬県 2人
- 長野県 2人
- 愛知県 2人
- 北海道 1人
- 茨城県 1人
- 千葉県 1人
- 静岡県 1人
- 大阪府 1人
- 岡山県 1人

### 第一日目

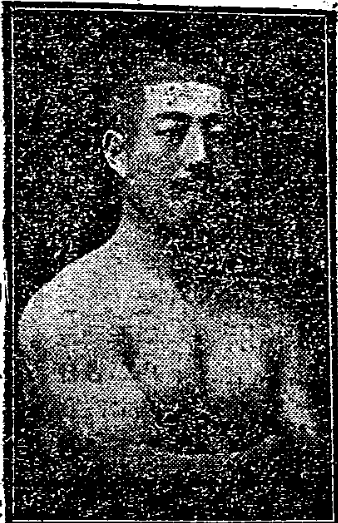
三島弥彦（1910年/24歳）

11月18日午後1時、予定通り開会し、午後2時から100m・200m・400m・800mの予選（当時は「予備競走」と呼称）が実施された。翌日の決勝に出場できるのは100mと200mが各組2着まで、400mと800mが各組3着までとされた。ただし棄権者があったため、400mは4組目の選手を3組目に繰り入れ、800mは1組にまとめて形だけの予選を行い、10人全員が決勝進出となった。なお、当時は「組」と言わずに「回」と称した。決勝は翌日開催であったため、観戦者は少なく、京浜の学生を中心に300人ほどが訪れた。
出場選手の大半はスパイクシューズを履いており、100mでは皆がクラウチングスタートであったが、200mはスタンディングスタートの選手が散見され、400m・800mは大部分の選手がスタンディングスタートであった。この日行われた4種目の最高記録はすべて東京帝大の三島弥彦がマークしたもので、記録は100mが11秒5分の4（=11秒8）、200mが25秒5分の1（=25秒2。当時の東京朝日新聞報道では25秒10分の1）、400mが55秒、800mが2分16秒であった。この記録は2019年（平成31年/令和元年）の陸上競技の記録と比較すれば平凡なものであるが、競技場・用具・練習方法も不十分な環境であったことを考慮すれば、4種目を制したのは優れた成績と言える。100mのみ明石和衛（東京帝大、後の明石製作所創業者）も11秒5分の4をマークして三島に並んだ。
なお三島は、審判として参加を要請されていたが拒否し、友人らを引き連れて観戦に来ており、本来出場予定はなかった。そもそも三島は久しく走っていなかったという。ところが、「生来の好戦癖」が沸き起こって飛び入り参加し、全種目の最高記録をさらってしまったのであった。
各組の1着と記録は以下の通り。
100m
| 組 | 選手       | 所属     | 記録 | 備考 |
| -- | ---------- | -------- | ---- | ---- |
| 1  | 泉谷祐勝   | 早大     | 12.2 |      |
| 2  | 小島勇之助 | 東京帝大 | 12.8 |      |
| 3  | 明石和衛   | 東京帝大 | 11.8 |      |
| 4  | 三島弥彦   | 東京帝大 | 11.8 |      |

200m
| 組 | 選手       | 所属     | 記録 | 備考     |
| -- | ---------- | -------- | ---- | -------- |
| 1  | 中村寅之助 | 東京帝大 | 26.2 |          |
| 2  | 三島弥彦   | 東京帝大 | 25.1 | （25.2） |
| 3  | 木場貞一郎 | 東京帝大 | 25.8 |          |
| 4  | 明石和衛   | 東京帝大 | 25.2 |          |

400m
| 組 | 選手       | 所属     | 記録 | 備考 |
| -- | ---------- | -------- | ---- | ---- |
| 1  | 栗本定次郎 | 東京帝大 | 56.4 |      |
| 2  | 寺畑伝郎   | 一高     | 59.0 |      |
| 3  | 三島弥彦   | 東京帝大 | 55.0 |      |

800m
| 組 | 選手     | 所属     | 記録 | 備考 |
| -- | -------- | -------- | ---- | ---- |
| 1  | 三島弥彦 | 東京帝大 | 2:16 |      |

### 第二日目
11月19日は朝から曇り空で、次第に低空まで下りてきて小雨交じりの強烈な北西風（選手にとって向かい風）となった。悪天候ではあったが、日曜日だったため、観衆は前日に比べると非常に多かった。競技は予定より少し遅れて午前10時に開始した。

#### 短距離走（800m以下）
短距離走の決勝は午前中に行われ、走路が濡れて足元が悪かったため、前日の予選の記録よりも悪くなった。200m以外の3種目を三島弥彦が制し、三島が敗れた200mでは明石和衛が優勝したため、短距離走の4種目すべてを東京帝大が占めることになった。800mでは古橋（名古屋）が三島を猛追する快走を見せて注目を浴びた。古橋は「中学界の韋駄天」として東京までその名を轟かせていた選手であった。
なお、セパレートコースで行われたのは100mのみで、200m以上はオープンレーンであった。また「位置について」の号令がなく、「用意、ドン」でスタートした。
優勝者一覧
| 種目 | 出場者数 | 優勝選手 | 所属     | 記録   | 備考       |
| ---- | -------- | -------- | -------- | ------ | ---------- |
| 100m | 7人      | 三島弥彦 | 東京帝大 | 12.0   |            |
| 200m | 8人      | 明石和衛 | 東京帝大 | 25.8   |            |
| 400m | 8人      | 三島弥彦 | 東京帝大 | 59.6   |            |
| 800m | 6人      | 三島弥彦 | 東京帝大 | 2:10.2 | （2:19.2） |

#### 長距離走（1500m以上）
長距離走は12時45分に1500m決勝で幕を開け、トップを走り続けた鈴野一存（青山師範）が優勝した。他の追随を許さなかった鈴野の記録は4分58秒で、世界記録と比べると50秒近く遅れていた。続いて午後1時25分に5000mが6人の出場でスタートし、800mで三島弥彦に迫った古橋（名古屋）が勝つかに見えたが、東孝之吉（北海道）が逆転し、古橋を5m離してゴールテープを切った。
10000mはロード競技として行われ、選手は神奈川県鶴見町の總持寺前に集合し、六郷川（多摩川）の堤防上を走り、羽田運動場を目指すコースで行われた。午後1時41分に号砲が鳴り、レースは青山師範軍団優位で展開、そのうちの1人・霜田守三が最後の羽田運動場2周の終盤で飛び出し優勝した。
優勝者一覧
| 種目   | 出場者数 | 優勝選手 | 所属     | 記録    | 備考 |
| ------ | -------- | -------- | -------- | ------- | ---- |
| 1500m  | 5人      | 鈴野一存 | 青山師範 | 4:58    |      |
| 5000m  | 6人      | 東孝之吉 | 北海道   | 18:57   |      |
| 10000m | 6人      | 霜田守三 | 青山師範 | 49:07.1 |      |

#### マラソン
予選会実施種目の中で最注目とされたマラソンは、12時20分に招集を開始した。出場者は19人で、注目選手は北海道の佐々木正清（小樽水産）、関東の井手伊吉（慶應）、関西の白井源作（姫路師範）であり、東京高師の金栗四三・野口源三郎は校内長距離競走で上位を占めたという程度の実績しかなく、まだ無名の選手であった。佐々木はこの予選会の北海道予選である全北海道競技会（小樽新聞社主催）を制したほか、北海道帝国大学農科大学の運動会で3連覇していた。井手は大学専門学校の招待レースや博文館主催の不忍池周回競走で優勝を経験し、偶然不忍池のレースを目撃した金栗も知っていた選手である。白井は大阪毎日新聞社主催の競技会で優勝し、「大毎推薦」選手として乗り込んでいた。参加者の服装はまちまちで、今となっては「田舎の運動会」のような風景だったという。足元は草履着用の選手が数人おり、金栗は足袋を履いていた。
集合した選手は、「野次将軍」と呼ばれた吉岡信敬から沿道の様子や地形の概略の説明を受けた。吉岡のコース説明は長かったと金栗は述懐している。そのコースとは、羽田運動場を3周した後、羽田漁師町を横切って六郷川の土手に出て東海道に合流、川崎、鶴見、生麦、新子安を経て東神奈川駅で折り返す、というものであった。コースはストックホルムオリンピックと同じ25マイルに設定し、京浜電鉄の中沢臨川（工学士）が参謀本部の地形図を使って精密に測定した。役員と救護のための医師は自動車1台と自転車4台に分乗して選手に付き添った。可児徳は、この時自転車で選手を先導した1人である。
レースは12時30分に花火の合図でスタートし、羽田運動場を出た時点では、トップは佐々木、2位は井手で、金栗は両隣に野口と橋本三郎（東京高師）を従えて最後に通過した。金栗がゆっくりスタートしたのは、練習中の脚の痛みの再発を恐れたためだった。六郷川の土手に出た頃には、選手らは横殴りの風雨に見舞われた。4 - 5km地点から落伍者が出始め、ここで金栗は野口・橋本と別れて順位を上げていった。往路は佐々木の独走で展開し、15km地点で金栗は注目選手の白井に追いついた。この時点で金栗の足袋は底がはがれ始めたが、脱ぎ捨てる間もないまま白井とデッドヒートを繰り広げ、途中で腹痛を催した白井が落伍した。東神奈川の折り返し地点目前で金栗は佐々木・井手らとすれ違い、ようやく自身が4 - 5位にいることを認識し、ボロボロになった足袋を脱いだ。折り返し以降、雨に寒さも加わって選手を苦しめた。
折り返しからしばらくして、金栗は慶応ボーイの応援団に囲まれて必死に走る井手に追い付き、片手を挙げて「失敬します!」と一声かけて追い越した。抜かれた井手は疲れ切っており、金栗の方を見向きもせず追いかけることもしなかった。さらに走って行くと東京高師の面々が待ち受けており、佐々木との差が500 - 600mであることを教えられた。金栗はがむしゃらに走り続け、ついに六郷川の土手で佐々木の姿を捉えた。佐々木との差が50mほどまで縮まったところで観衆が「1位と2位の争いだ」と叫び、その声に驚いた佐々木が金栗の方に振り返った。2人は静止して10秒ほどのにらみ合いを演じた後、佐々木がレースに戻り、金栗も後を追った。金栗は後年、佐々木との競り合いを「両人とも九分以上の精力を使い切っているから、競走と云ふても、子供の走るに過ぎない。」と振り返っている。残りあと1km、羽田漁師町手前で佐々木が少し遅れたのを金栗は逃さずに追い抜いた。抜かれた佐々木は呆然と立ち尽くし、土手を下りて田んぼの水を飲みに行った。

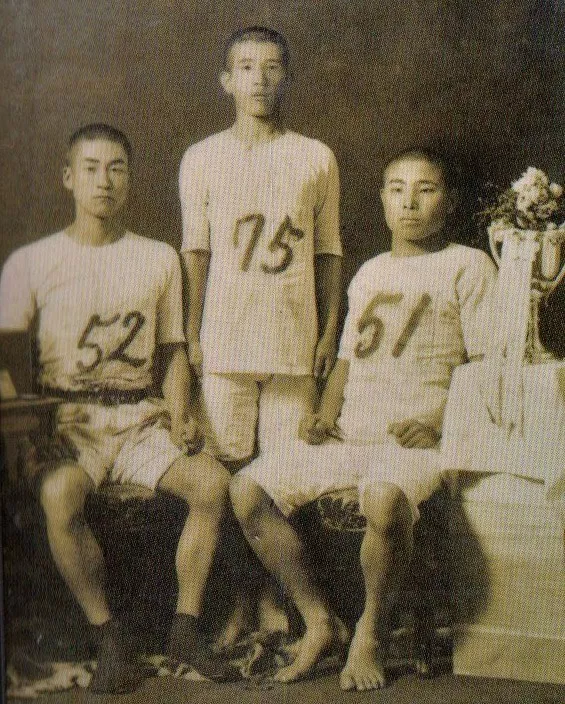
マラソンを完走した東京高師の3選手
金栗四三（51番）、野口源三郎（52番）、橋本三郎（75番）

こうして午後3時過ぎに豪雨の中、金栗が1着で羽田運動場に戻って来た。この時の金栗は、かぶっていた東京高師の紫の帽子から雨で色が溶けて顔に垂れ、かかとに血豆ができていたが既に下半身の感覚を失っていたので痛みはなかったという。ゴールでは雨もいとわず嘉納治五郎が山高帽を高く掲げて何度も振り、金栗のゴールを待ち受けていた。記録は2時間32分45秒で、当時の世界記録2時間59分45秒を大きく更新した。ゴールをすると、金栗は万歳の歓声を聞いたが、その後記憶が飛び、気付いた時にはいつの間にか着替えていたという。嘉納は、「お前は地歴の金栗じゃないか」と声をかけ、自らが校長を務める東京高師の学生が優勝したことを非常に喜んだ。（「地歴」とは金栗が所属していた地理歴史科の略称である。）
それから4分後に佐々木が、16分後に井手がゴールし、この2人も世界記録を上回った。井手は夢遊病者のような足取りで、慶応ボーイの援軍に囲まれ何とかゴールした。その後、東京高師の野口・橋本が帰還し、続いて能登も完走した。野口はレースの途中で空腹に耐えかねて、鶴見付近の駄菓子屋に飛び込み、パンをつまみ食いしようとして店主の老婆に叱られ、橋本は途中で目を回し、道が大回転を始めたように思えたのでしばらく木にしがみついていた、というアクシデントを乗り越えて完走を果たした。マラソンを完走できたのは以上6人だけであった。誰も完走できなかった早大は、応援団長が選手を激励しながらも大声で泣いていた。
天候が悪い中、3人も世界記録を叩き出したことに人々は驚嘆した一方、すぐに距離の誤測が疑われた。距離測定を担当した中沢臨川は即座に誤測を否定し、嘉納も「信ずる外ない」とコメントした。結局、「なぜ3人も世界記録を突破したのか」という問題は解決しないまま「世界記録」の言葉が独り歩きして世間に広まった。
完走者一覧
| 順位 | 選手       | 所属     | 記録       | 記録達成 | 備考           |
| ---- | ---------- | -------- | ---------- | -------- | -------------- |
| 1    | 金栗四三   | 東京高師 | 2゜34:00.0 | WR       | （2゜32:45.0） |
| 2    | 佐々木正清 | 小樽水産 | 2゜36:00.2 | WR       |                |
| 3    | 井手伊吉   | 慶応     | 2゜48:00.0 | WR       |                |
| 4    | 野口源三郎 | 東京高師 | 不明       |          |                |
| 5    | 橋本三郎   | 東京高師 | 不明       |          |                |
| 6    | 能登       | 不明     | 不明       |          |                |

#### フィールド競技
フィールド競技は、マラソンの金栗が羽田運動場に戻ってくる（午後3時過ぎ）より前から競技を開始していたが、棒高跳で小島勇之助（東京帝大）が8尺5寸5分（≒3m24。当時の東京朝日新聞報道では8尺8寸5分）で優勝を決めた頃には午後5時を回っており、辺りは暗くなり始めていた。
| 種目   | 優勝選手   | 所属       | 記録      | 換算 | 備考          |
| ------ | ---------- | ---------- | --------- | ---- | ------------- |
| 立幅跳 | 泉谷祐勝   | 早大       | 9尺       | 3m42 |               |
| 立高跳 | 後藤欣一   | 日本体育会 | 3尺7寸7分 | 1m43 |               |
| 走幅跳 | 明石和衛   | 東京帝大   | 18尺1寸   | 6m87 |               |
| 走高跳 | 立花押尾   | 東京帝大   | 4尺7寸7分 | 1m81 |               |
| 棒高跳 | 小島勇之助 | 東京帝大   | 8尺8寸5分 | 3m36 | （8尺5寸5分） |

#### 閉会
午後5時過ぎに棒高跳の終了をもって全種目を終えた一行は要館に移動し、表彰式（賞品の授与）が行われた。マラソン勝者に贈られるシルバーカップは金栗四三が、最優秀選手に贈られるシルバーカップは三島弥彦が手にした。表彰の後、「君が代」が演奏されて閉会した。

## オリンピック選手選考
1912年（明治45年）2月15日、大日本体育協会は代表選考を実施し、この予選会の成績を基に、短距離走の三島弥彦とマラソンの金栗四三を日本代表選手に選抜した。同時に派遣する役員も決定し、団長に嘉納治五郎、監督に大森兵蔵が就任した。
代表選考に関して永井道明は、最初から世界記録が出なくてもIOC委員がいる以上、何としても選手を派遣したかったといい、最終候補には三島・金栗のほか、佐々木正清と井手伊吉らが残ったと語っている。三島・金栗の2人になったのは、経費その他の都合であった。特に三島の場合、渡航費1,800円を問題なく自己負担できることが選考に大きく働いた。

## その後

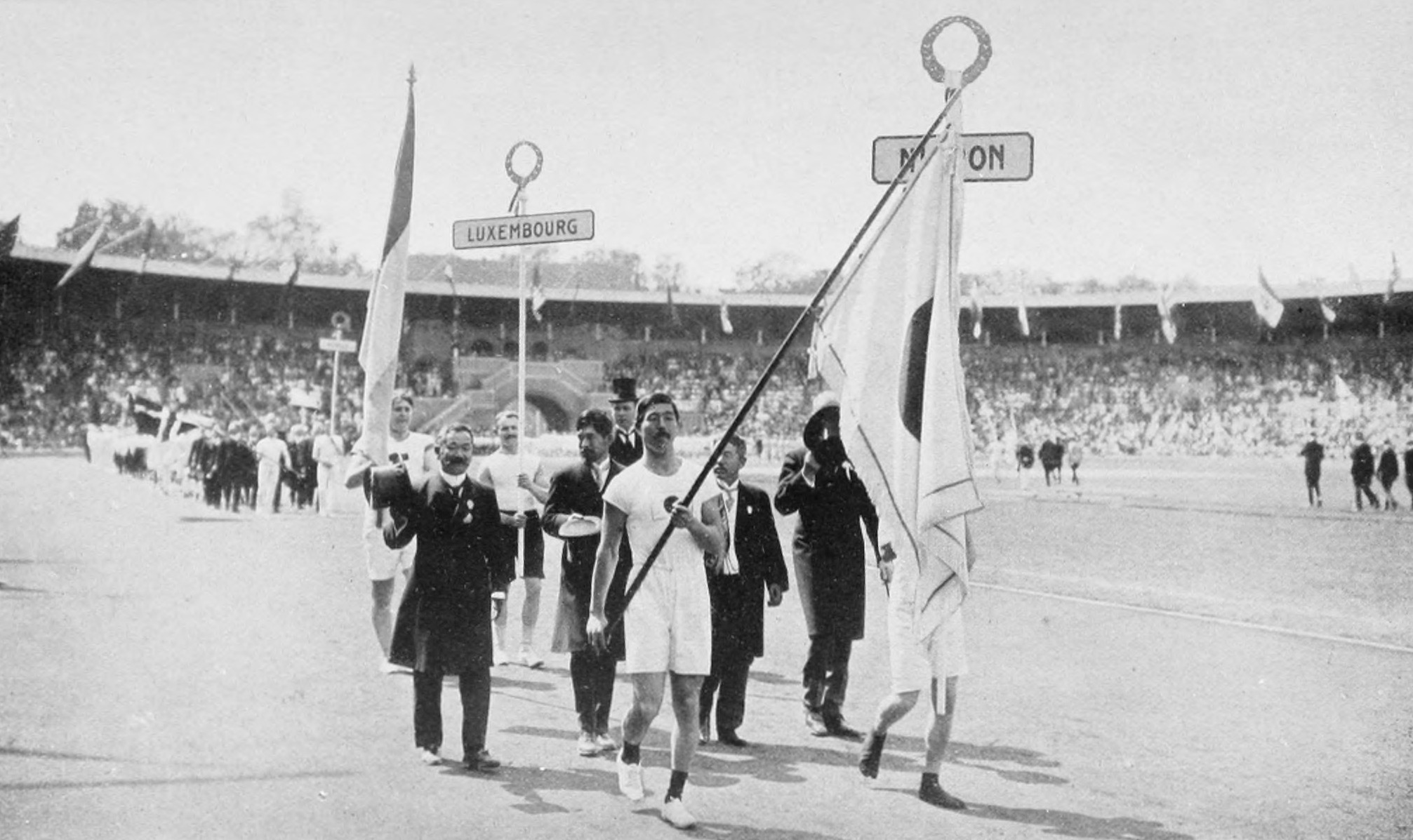
オリンピック開会式で行進する日本選手団（旗手は三島）

選手となった三島と金栗は、妻の安仁子を伴った大森兵蔵とともに1912年（明治45年）5月16日に新橋駅を出発し、ストックホルムに向かった。大勢の期待を背に臨んだ三島と金栗であったが、オリンピック本番では2人とも不本意な結果に終わった。その後の三島は東京帝大を卒業し横浜正金銀行に入行、最終的に本店副支配人まで出世した。選手としては引退したものの、スポーツ・陸上競技とのかかわりを持ち続け、体協で総務理事や評議員を務めている。一方の金栗は東京高師研究科を卒業後、中等教育学校で地理を教えつつ、更に2度オリンピックに出場し、生涯をマラソンの普及に捧げた。1920年アントワープオリンピックに出場した金栗は日本選手団とともにロンドンに立ち寄り、横浜正金銀行ロンドン支店に勤務していた三島と再会を果たし、旧交を温めた。
この予選会で役員を務めた可児徳は、1964年東京オリンピックの際に唯一存命の体協創設時の委員として開会式に招待され、予選会の思い出として「足袋で走っていた金栗四三の姿は今でも目に浮かぶ」と読売新聞の取材に答えている。選手に選ばれなかった野口源三郎は、三島・金栗の敗北をきっかけに本格的に陸上競技に打ち込むようになり、アントワープオリンピックに出場、現役引退後は東京高師・東京教育大学・埼玉大学・順天堂大学で教授を務める傍ら、陸上競技の指導者として後進育成を図り、教え子らにこの予選会の思い出をよく語り聞かせた。金栗に逆転されてオリンピック出場を逃した佐々木正清はその後巡査となり、俊足を生かして犯人追跡の名人と呼ばれるまでになった。上述の通りレースは公正に行われたが、佐々木の親友には金栗はじめ東京の選手・役員らが佐々木を妨害したせいでオリンピック出場を逃したと伝わり、1958年（昭和33年）2月21日、佐々木の親友は47年の時を経て金栗に決闘を申し入れた。金栗は名も知らぬ佐々木の親友に淡々とこの予選会の思い出を語り聞かせて誤解を解き、佐々木の親友は金栗に謝罪して去っていった。
会場となった羽田運動場の陸上競技場は、毎年競技会を開くという約束で建設されたが、その約束は果たされず、競技会はこの1回限りで終了した。その後、運動場の敷地は東京国際空港（羽田空港）の一部となった。

## この予選会が登場する作品

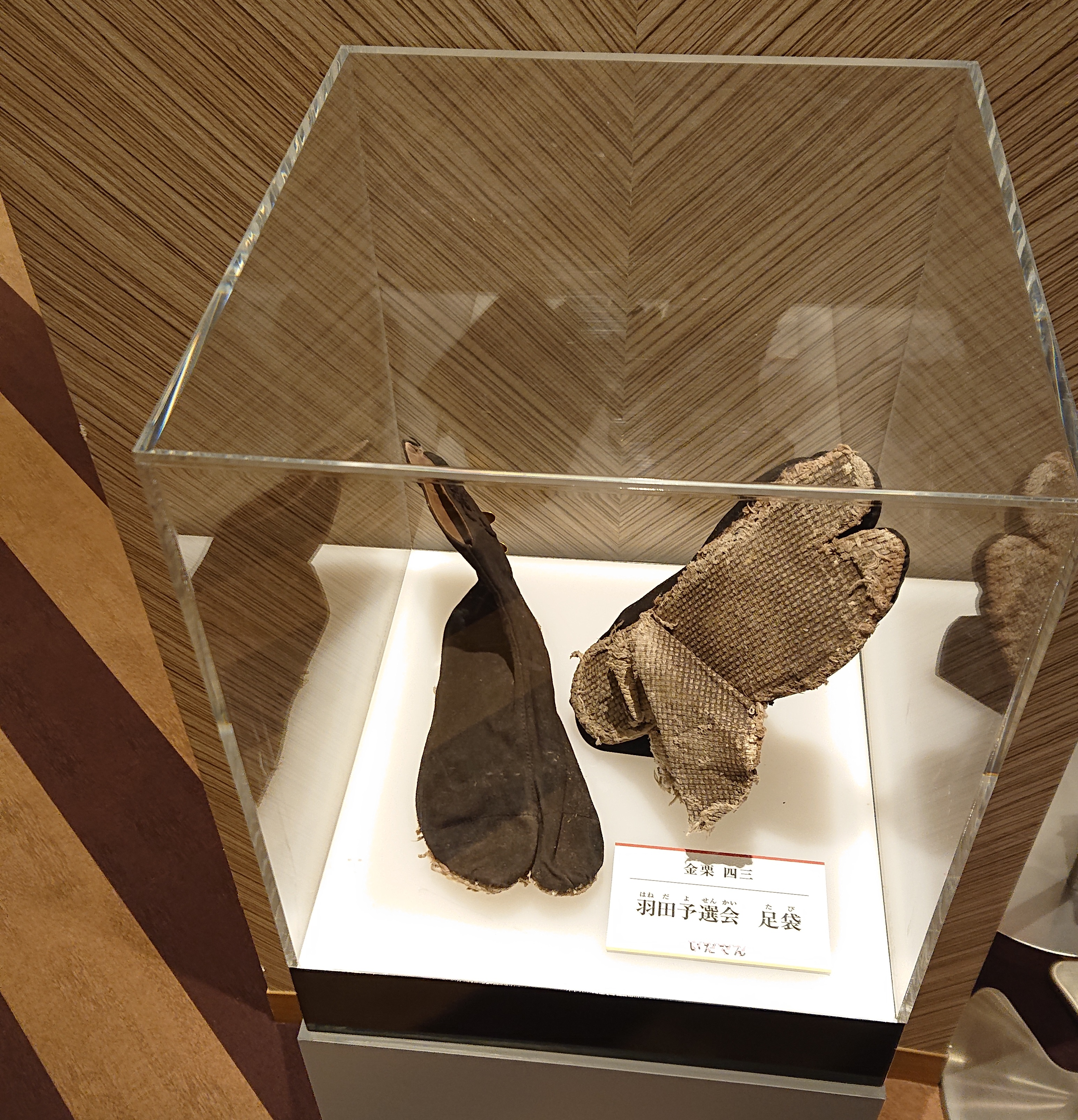
この予選会の撮影に用いられた金栗の足袋

大河ドラマ『いだてん〜東京オリムピック噺〜』（2019年、NHK）
第1話「夜明け前」と第5話「雨ニモマケズ」でこの予選会の模様が描かれた。第1話では主人公・金栗四三（演・中村勘九郎  (6代目)）が雨の中必死の形相で羽田運動場に戻って来た、初登場の場面で描かれた。第5話では、審判ながら飛び入り参加する三島弥彦（演・生田斗真）や初マラソンに挑む金栗四三らが登場し、現実のマラソン中継風の演出が行われた。この予選会のシーンは千葉県山武郡九十九里町で2018年（平成30年）6月21日と6月22日に撮影された。